# Las mañanas de Cuatro
Las mañanas de Cuatro és un programa de televisió matinal que s'emet de forma diària al canal Cuatro. L'espai, presentat per Javier Ruiz, compta amb diverses tertúlies i anàlisis sobre la informació diària. S'emet de dilluns a divendres de les 11:25h a 14:15h a Cuatro.

## Història
Las mañanas de Cuatro és el primer magazín matinal de Cuatro. Des dels seus inicis i fins a desembre de 2010, va ser presentat per Concha García Campoy amb la col·laboració especial de Gonzalo Miró entre 2006 i 2008, però després de la fusió de Telecinco i Cuatro a finals de 2010 la periodista va passar a la cadena mare del grup, per la qual cosa el magazín va passar a ser presentat per Marta Fernández, reportera en els inicis del programa. D'altra banda, el magazín va ser produït des dels seus inicis a l'octubre de 2006 per la companyia Plural Entertainment fins a desembre de 2010 i després de la fusió entre Telecinco i Cuatro el gener de 2011, el produeixen l'agència de notícies Atlas i la productora Mandarina. El primer director de la nova etapa de Mandarina va ser Eduardo Blanco i el van seguir Alberto Pierres, Ana Cermeño, Marisa Gallero, Eva Cabrero i Angels Juan, directora en l'actualitat. També cal destacar que el programa es realitza en directe amb l'esquema clàssic d'altres formats matinals i està estructurat en diverses seccions: informació diària, actualitat, gent, societat, noves tendències, debats i taules polítiques, a més de connexions directes amb informatius.
El 26 d'abril de 2013 Marta Fernández es va acomiadar del magazín matinal després de més de dos anys al capdavant. Així, la presentadora va tornar a l'equip de redacció d'Informativos Telecinco posant-se, a més, al capdavant de la primera edició de Noticias Cuatro amb de Hilario Pino. En el seu lloc, des del 6 de maig, Jesús Cintora va passar a presentar el programa. Així, Las mañanas de Cuatro va patir una reestructuració amb l'objectiu de plantar cara a Al rojo vivo, la seva principal competència, amb un perfil més polític i informatiu.
El programa de Jesús Cintora va començar a batre rècord rere rècord en el mes d'octubre de 2014. El divendres 17 d'octubre de 2014 amb un 15,1% de quota de pantalla, va igualar l'obtingut feia sis anys amb motiu de l'Eurocopa 2008. El següent programa, el dilluns 20 d'octubre de 2014 va batre totes les marques aconseguint el màxim històric amb 853 000 espectadors i 15,5% de quota de pantalla. Aquest programa va comptar amb la participació del líder de Podem, Pablo Iglesias, amb motiu del congrés que el seu partit havia celebrat durant el cap de setmana. Una setmana després, el dilluns 27 d'octubre de 2014, la trama de corrupció destapada com l'Operació Púnica va disparar els audímetres de Las mañanas de Cuatro i va tornar a aconseguir un nou sostre històric amb 1.001.000 espectadors i un 16,4% de quota de pantalla. Seguint la seva bona ratxa, el dimarts 4 de novembre de 2014 va registrar un nou rècord de teleespectadors (1.019.000 i 15,5%).
El març de 2015 Cintora va ser apartat de la presentació per Mediaset, adduint que "la línia editorial de la cadena" pretén garantir el pluralisme "a través de presentadors que tractin la informació de forma objectiva". És substituït per Javier Ruiz.
El setembre de 2015 Mandarina deixa de produir l'espai. En ser un programa polític seran els serveis informatius del grup els que s'encarreguin de produir-ho. El programa obté el premi Ondas 2015 al millor programa d'actualitat.

## Equip tècnic

### Presentadors
- Javier Ruiz (2015-actual)

### Col·laboradors actuals
- Antón Losada (2014-actual)
- Rubén Sánchez (2014-actual)
- José María Calleja (2011-actual)
- Melchor Miralles (2012-actual)
- Alicia Gutiérrez (2012-actual)
- Ignacio Escolar (2011-actual)
- Carmen Morodo(2011-actual)
- Elisa Beni (2011-actual)
- José María Benito (2011-actual)
- Jorge Verstrynge (2011-actual)
- Javier Saavedra (2011-actual)
- Carmen Tomás (2013-actual)
- Pablo Iglesias (2013-actual)
- Miguel Ángel Revilla (2013-actual)
- Cristina Fallarás (2014-actual)

### Antics
- Javier Ruiz (2013-2015)
- Concha García Campoy (2006-2010)
- Marta Fernández (2011-2013)
- Jesús Cintora (2013-2015)